# ديفيد فورسيث
ديفيد فورسيث (بالإنجليزية: David Forsyth)‏ هو لاعب شطرنج نيوزلندي، ولد في 16 مايو 1854 في هايلاند في المملكة المتحدة، وتوفي في 1909.

## وصلات خارجية
- ديفيد فورسيث على موقع مباريات الشطرنج (الإنجليزية)